# Energie záření
Energie záření (zářivá energie) je energie, kterou do svého okolí vyzařuje zdroj záření. Je definovaná jako časový integrál zářivého toku.
Zářivá energie je radiometrická veličina.

## Značení
- Symbol veličiny: E (alternativně Qe)
- Jednotka SI: joule, značka jednotky: J
- Další jednotky: elektronvolt, značka jednotky: eV

{\displaystyle Q_{e}=\int _{0}^{t}\Phi _{e}\cdot \mathrm {d} t}
Kde {\displaystyle \Phi _{e}} je zářivý tok.
V případě monochromatického záření s energií fotonu {\displaystyle E_{p}=h\nu } pak energie odnesená zářením ze zdroje je úměrná počtu vyzářených fotonů N.
{\displaystyle Q_{e}=E_{p}\cdot N}
Tato situace nastává například v laserovém rezonátoru.

## Světelná energie
Z celkové zářivé energie elektromagnetického záření je člověk schopen zachytit zrakem pouze určitou část spektra, která přísluší viditelnému záření, tzn. světlu. Tato část se označuje jako světelná energie.
Světelná energie se řadí mezi fotometrické veličiny.

## Vlastnosti
Energie záření je důležitá charakteristika zdroje vyzařovaných částic. Důležitá je také závislost vlastností záření na této energii.
Většina zdrojů záření není monoenergetická, tzn., že nevyzařuje záření pouze o jedné energii. V tomto případě charakterizujeme zdroj záření energetickým spektrem udávajícím rozdělení částic záření dle jejich energie.
Energetické spektrum zdroje záření může být
- spojité - zdroj záření vyzařuje (emituje) částice s energiemi v intervalu od nuly až po určitou maximální hodnotu
- čárové - zdroj záření emituje částice pouze o určité energii
- pásové - zdroj záření vyzařuje energii pouze v určitých energetických intervalech